# Israel Gottlieb Canz

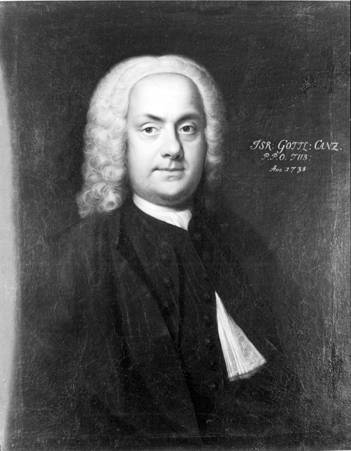
Bildnis des Israel Gottlieb Canz (1738), Gemälde von Wolfgang Dietrich Majer in der Tübinger Professorengalerie

Israel Gottlieb Canz (* 26. Februar 1690 in Grüntal-Frutenhof; † 28. Januar 1753 in Tübingen) war ein deutscher Philosoph, evangelischer Geistlicher und Theologe.

## Leben
Israel Gottlieb Canz, der in Grüntal (nicht wie gelegentlich erwähnt, in Heimsheim) am 26. Februar 1690 als dritter Sohn des dortigen Pfarrers Christoph Bernhard Canz (1653–1692) geboren wurde, wurde im Alter von knapp zwei Jahren Halbwaise und verbrachte mit seiner Mutter, einer Tochter des Cannstatter Bürgermeisters Conrad Menner, seine Kindheit in ihrer Heimatstadt. Er studierte ab 1706 am Tübinger Stift, wo er am 29. April 1707 zum Baccalaureus wurde und am 15. Mai 1709 zum Magister der Philosophie promovierte. Anschließend studierte er weitere fünf Jahre lang Theologie (besonders das Alte Testament) und Philosophie.
Am theologischen Seminar Tübingen wurde Israel Canz 1714 Repetent. Im Januar 1720 hatte er eine Tochter seines ehemaligen Theologielehrers Johann Eberhard Rösler geheiratet. Der Ehe entstammen 17 Kinder, von denen jedoch lediglich vier über das Kindesalter hinaus überlebten. Ebenfalls seit 1720 war er als Diakon in Nürtingen tätig. Am Kloster Bebenhausen wurde er im Folgejahr Präzeptor, während er auch kurz in Stuttgart Vikar war. In Nürtingen ernannte man ihn 1733 schließlich sowohl zum Superintendenten als auch zum Stadtpfarrer. Als ordentlicher Professor der Beredsamkeit und der Dichtkunst wurde er 1734 an der Universität Tübingen angestellt, zugleich wurde er auch Ephorus.
1739 wurde er Professor der Logik und der Metaphysik und am 22. Mai 1747 wieder der Theologie. Am 28. Januar 1753 verstarb Canz in Tübingen.
Trotz der Lehrtätigkeit, die ihn viel Zeit kostete, war Canz in der Lage, innerhalb von 25 Jahren 20 teils mehrbändige Werke zu veröffentlichen und 35 Dissertationen seiner Schüler zu betreuen. Er gilt als Wegbereiter des Wolffianismus.

## Werke (Auswahl)
- Philosophiae Leibnitianæ et Wolffianæ usus in theologia, per præcipua fidei capita. Præmittitur dissertatio de ratione et revelatione, natura et gratia. Frankfurt am Main/Leipzig 1728. (Digitalisat)
- Disciplinae morales omnes, etiam eae quae forma artis nondum hucusque comparuerunt perpetuo nexu traditae. Frisius, Leipzig 1739. (Digitalisat)
- Überzeugender Beweis aus der Vernunft von der Unsterblichkeit sowohl der Menschen Seelen insgemein, als besonders der Kinder-Seelen. Samt einem Anhange über die Frage: Wie es der Seele nach dem Tode zu Mute sein werde? Cotta, Tübingen 1741. (Digitalisat)
- Ontologia syllogistico-dogmatica. Polemicae, quae prodiit, praestruenda, inque auditorii usum conscripta. Cotta, Tübingen 1741. (Digitalisat)
- De regimine dei universali, sive iurisprudentia civitatis dei publica. Cotta Tübingen 1744. (Digitalisat)
- Unterricht von den Pflichten der Christen oder Theologische Moral, zum acadmischen und allgemeinen Gebrauch ausgefertigt. Haude & Spener, Berlin 1749. (Digitalisat)
- Meditationes philosophiae quibus variae scientiarum difficultates expenduntur et veritas oppositae confirmantur. Cotta, Tübingen 1750. (Digitalisat)
- Israelis Gottlieb Canzii Prof. P. Ord. Meditationes Philosophicae. Cotta, Tübingen 1750 (Digitalisat)